# ヒルムシロヒドラ
ヒルムシロヒドラ Moerisia horii はヒドロ虫の1種である。ヒドロ虫類としては珍しい汽水性の種で、短い期間ながらクラゲを出す。ポリプは集団を作るが群体ではなく、単体のヒドロ虫である。

## 特徴

### クラゲ
傘は幼時には釣り鐘型で、成熟するに連れてやや浅くなる。放射管は4本で、傘の縁に沿う環状管と繋がる。口柄は短く、口唇は4個ある。触手は糸状で刺胞はその全体にまばらに存在する。その基部には触手瘤があり、その反口側には紅色の眼点がある。クラゲのそれ以外の部分は無色である。
触手は幼時には放射管の延長方向に4本のみを持つが、既存の触手の中間に新たな触手を生じることを繰り返し、次第に数を増やし、24本まで増え、さらに不規則に数を増やすこともある。生殖腺は口柄の基部に発し、放射管に沿って発達して傘の縁に達する。さらに発達すると幅広くなり、襞を作るようになる。
なお、クラゲの出現時期は8月から9月の1ヶ月足らずと短く、観察する機会は多くない。

### ポリプ
単生のヒドロ虫であるが、群生するので群体性のように見える。ポリプは全体では長さが5-8mmであるが、よく発達したものでは10-12mmにまで達する。基部は円盤状のヒドロ根となっており、ここで水草のヒルムシロや落葉などに付着している。側板から上には細いヒドロ茎が伸び、その先端にヒドロ花がある。
ヒドロ花は先端に細く伸びた口丘があり、それに続いて胃腔を含む紡錘形に膨らんだ部分がある。この部分にはまばらに10本ほどの細い糸状の触手を持ち、その間に水母芽を出す。また、この部分のより基部側にはプラヌラ芽を生じ、切り離されたものはプラヌラとして短期間だけ自由生活をして、その後に定着してポリプに発達する。ヒドロ花には黄色い線条斑があることが多い。触手はよく伸びるとポリプ全体の長さの2倍にも達する。また、触手には刺胞が輪状に並んでおり、その輪が全体で50-70もある。
ヒドロ根は円盤状で中央が厚く、周辺が薄い。この部分とヒドロ茎のごく基部までは薄いキチン質の壁を持つ。また、ヒドロ根からはその周囲にポドシストを生じる。これはヒドロ根の固着をよりしっかりしたものとする役割があるほか、冬季にポリプが死んだ後も生き残り、翌春にはこれからポリプを発生させる。

## 分布と生息環境
日本からのみ知られ、九州から北海道にわたって発見される。汽水産で、海に繋がった汽水湖などで散見される。上野監修(1973)では、『ほとんど全国の汽水に広く分布しているものと考えられる』と記している。Uchida & Nagao(1959)が生活史の研究をした釧路の春採湖では、塩分濃度は0.56%であったとのこと。

## 生態など
ポリプは水中のヒルムシロなどに付着し、群生して互いに絡み合っている。ポリプが集合したところには有機物を含んだ土が分泌物に混じってかたまり、その間にユスリカなどが住み着く。ポリプとクラゲの餌は小動物、特に小型甲殻類であると考えられている。
不思議な記録として、2012年に、この種のクラゲの従来知られたものより遙かに大きな個体が多数採集された例がある。しかも、完全な海水である。場所は茨城県の大洗港で、本種が同時に60個体採集され、それらは傘径が12mmから、最大では16mmにも達した。これらのクラゲでは従来知られていた本種のクラゲより生殖巣がより発達し、口唇がより複雑になっていた。これらのことからこのクラゲは汽水域と海水域を回遊するなどの、より複雑な生活史を持つ可能性も示唆されている。他方、このクラゲが本種とは別種である可能性も残されている。なお、この種のクラゲが海水域で発見されたのは、これ以前にも1例、江ノ島での発見例があり、これもそれ以前に知られた最大個体であった。

## 経緯
この種が記載されたのは1929年、内田亨らによる。これは石川県の河北潟と邑尻潟で発見されたポリプによるもので、彼はこの種を Laccocoryne horii と命名し、当初はタマウミヒドラ科 Corynidae に含まれるとしたが、後にヒルムシロヒドラ科に移した。本種のポリプはその後北海道、宮城県、福島県、高知県など各地で発見された。クラゲの世代は東京近郊のコンクリートタンクで初めて発見され、内田はこれを Moerisia sp. として1951年に報告した。その後、釧路近郊の汽水湖である春採湖で本種のクラゲが多数発見されたおり、その生活史が詳しく研究された。その際に、この種の分類上の位置も検討され、現行の名に変更された。

## 分類
この種が属するヒルムシロヒドラ科 Moerisiidae は全て汽水産で、世界に3属がある。本属には世界に7種が知られるが、日本にはこの属としてもこの科としても本種のみしか知られていない。